# Тамсин Еджъртън
Тамсин Еджъртън (на английски: Tamsin Egerton) (родена в Хампшър, Англия на 26 ноември 1988 г.) e британска актриса и модел.